# Steyr (Katastralgemeinde)
Steyr ist eine Katastralgemeinde der Statutarstadt Steyr in Oberösterreich.

## Geographie
Die Katastralgemeinde bildet das Stadtzentrum und ist gänzlich von den anderen sieben Katastralgemeinden der Stadtgemeinde umgeben. Sie umfasst knapp 761 Hektar und liegt beiderseits sowohl des Ennsflusses wie auch des Steyrflusses. Sie erstreckt sich im Süden bis Reichenschwall südlich der Altstadt, im Westen bis zur Gründbergsiedlung, im Norden bis zum alten Ortskern von Stein, und im Osten bis an die Steyrer Waldrandsiedlung.
Das Katastralgebiet stimmt mit der gemeindeeigenen Stadtgliederung kaum überein. Dazu gehören:
- im Spitz der Steyrmündung: der gesamte Stadtteil Steyr (statistischer Bezirk Innere Stadt); und kleinere angrenzende Teile von Reichenschwall (gehört zum Stadtteil Pyrach, Bezirk Pyrach, Reichenschwall), wie auch von der Christkindlsiedlung (Stadtteil Christkindl, Bezirk Christkindl, Schlühslmayr);
- links der Steyr: fast vollständig der Stadtteil Steyrdorf mitsamt Wehrgraben und Eisenfeld (Gsanginsel) (bilden den Bezirk Steyrdorf);[2] die südlichen Teile von Stein,[3] ganz  Tabor, Resthof, Ort und Schlüsselhof (diese verteilen sich auf die Bezirke Tabor (West), Stein (Süd) und Tabor (Ost), Resthof respektive Zonen Steyrdorf, Wehrgraben, Alter Tabor, Tabor Resthof, Schlüsselhof-Ort, Stein, sowie auch in kleinen Teilen auf Stein, Gleink respektive Steyr-Gleink);[3] die Hälfte der Gründbergsiedlung (im Stadtteil Gründberg, Bezirk Gründbergsiedlung); die Südspitze von Hausleiten (Bezirk Winkling/Hausleiten);
- rechts der Enns: Ennsdorf mitsamt den Steyr-Werken,[4] die Nordteile von Ennsleite[5] und von Neuschönau[6] (drei statistische Zonen des Bezirks Ennsdorf, Ennsleite, Fischhub).

| Stein                       | Gleink                                      | Hinterberg |
| Föhrenschacherl Christkindl | Kompassrose, die auf Nachbargemeinden zeigt |            |
|                             | Sarning                                     | Jägerberg  |

## Geschichte
Die Katastralgemeinde stellt die Stadt in der Form der frühen Ersten Republik dar, noch vor den großen Erweiterungen im Zuge der Industrialisierung ab den späten 1930ern.
Die ursprünglich 1827 gegründete Steuergemeinde umfasste die Altstadt mit Vogelsang, Steyrdorf, Ort, Ennsdorf und Schönau, also die mittelalterliche Stadt und ihre Vorstädte, die die Brückenköpfe der beiden Enns- und beiden Steyrbrücken bildeten.
1884 kam das Areal von Schloss Neulust (heutiger Sportplatz) von der Gemeinde Garsten hinzu, und 1890 – im Zuge der Eröffnung der Steyrtalbahn – das umgebende Gebiet, zwischen Lokalbahnhof und Quenghof (Ostrand der Christkindlsiedlung) und Teile von Reichenschwall (heutiges Schulzentrum), von derselben Gemeinde. 
1913 erweiterte man um das Gebiet der Steyr-Werke, von der Gemeinde St. Ulrich: Dort wurde in diesen Jahren auf den Plattnergründen (Kammermayr- und Schacherlehnergründe) oberhalb des Engelhofs das neue Hauptwerk der Österreichischen Waffenfabriks-Gesellschaft (OEWG, ehem. Werndl in Oberletten, ab 1926 Steyr-Werke) erbaut. 
1919 wurden dann Teile von Stein und ganz Tabor mit umliegenden Gebieten aus der Gemeinde Gleink eingemeindet. 
1922 kam noch ein kleines Areal an der Eisenstraße bei Schönau hinzu.
Als Steyr 1920 ein neues Gemeindestatut bekam, umfasste ihre seinerzeit einzige Katastralgemeinde die Bezirke I. Innere Stadt, II. Steyrdorf, III. Stein, IV. Ort, V. Ennsdorf. Diese Bezirke werden seit dem Stadtstatut 1992 nicht mehr geführt, aber statistisch in Form von Zählbezirken (mit neuen Namen) fortgeschrieben.

## Nachweise und Anmerkungen
1. 1 2 3 4 5 6 7  Siehe Statistische Bezirke. Statistische Zonen. Katastralgemeinden. Gebietsentwicklung der Stadt Steyr. Magistrat Steyr, Planungdatum 2008 (alle pdf, abgerufen am 8. Juli 2018) – Datierung der Umgemeindungen in Letzterem.
2. ↑  Steyrdorf bis auf einige Parzellen an der Kegelprielstraße.
3. 1 2  In Stein liegt die Grenze in den Fluren zwischen Ortskern Stein und Weinzierl, am Siedlungsgebiet an der Klosterstraße, und nördlich der August-Moser-Straße.
4. ↑  Zur Zone Ennsdorf gehört auch die Rieder Insel; ein kleines Areal Wald südlich der Neustiftgasse gehört zur Zone Waldrandsiedlung.
5. ↑  Ennsleite grob nördlich der Kreuzung Schillerstraße–Arbeiterstraße
6. ↑  Neuschönau nördlich der Stadlgasse.
7. ↑  Siehe Steyr. In: Wiener Stadt- und Landesarchiv, Ludwig Boltzmann Institut für Stadtgeschichtsforschung: Österreichischer Städteatlas (online mapire.eu; mit Karte)
8. ↑  Raimund Ločičnik, Martin Dunst: Steyr 1913: Geheimes Rüsten für den Großen Krieg. In: nachrichten.at. Oberösterreichische Nachrichten, 5. Oktober 2013, abgerufen am 20. Februar 2021.
9. ↑  Das Museumsgebäude – Ein Ort mit Geschichte. (Memento des Originals vom 29. August 2018 im Internet Archive)  Info: Der Archivlink wurde automatisch eingesetzt und noch nicht geprüft. Bitte prüfe Original- und Archivlink gemäß Anleitung und entferne dann diesen Hinweis. Museum Arbeitswelt Steyr: museum-steyr.at (abgerufen am 31. Juli 2018).
10. ↑  § 1 Gesetz vom 31. Mai 1920, womit ein Gemeindestatut für die Stadt Steyr erlassen wird (Gemeindestatut für die Stadt Steyr). LGBl. Nr. 21/1920 12. Stück, S. 235–247 (EReader, ALEX Online).
11. ↑  Kundmachung der o.ö. Landesregierung über die Wiederverlautbarung des Statutes für die Stadt Steyr. LGBl. Nr. 9/1992 6. Stück (StF; Statut für die Stadt Steyr 1992 – StS. 1992, i.d.g.F.; beide online, ris.bka).